# NGC 832
NGC 832 — двойная звезда в созвездии Треугольник.
Этот объект входит в число перечисленных в оригинальной редакции «Нового общего каталога».
Д'Арре только один раз наблюдал за NGC 832. Он отметил звезду 9-10 звёздной величины в 5' к юго-востоку. В 4 угловых минутах к юго-западу от его позиции есть звезда, но прямо на этой позиции нет никакого объекта. Однако в 24" к востоку от неё есть слабая двойная звезда, которая, возможно, является NGC 832.